# Ardèche miniatures
 (août 2016).
Si vous disposez d'ouvrages ou d'articles de référence ou si vous connaissez des sites web de qualité traitant du thème abordé ici, merci de compléter l'article en donnant les références utiles à sa vérifiabilité et en les liant à la section « Notes et références ».
Le Jardin des Trains Ardéchois, SARL Ardèche Miniatures, est un parc de miniatures situé sur la commune de Soyons, en Ardèche.
Ce parc a été créé par un agent de la SNCF à la retraite : pierre malfay, passionné de modélisme ferroviaire présente des miniatures des trains et tramways de la région (Chemin de fer du Vivarais), le tout dans un décor aménagé et agrémenté par des maquettes de bâtisses et d'éléments naturels (végétation, roches, cours d'eau...) de l'Ardèche. 
Le parc s'étend sur plus de 2 800 m² de décors à l'échelle 1/22,5e, soit 22,5 fois plus petit que la réalité. L'attraction principale est un réseau de chemin de fer à voie étroite reconstitué avec ses gares, ponts et tunnels, représentant les chemins de fer secondaires de la région.
Fermé en 2006 du fait du départ à la retraite de son propriétaire, le parc a rouvert en 2008 sous l'impulsion de jeunes entrepreneurs Vincent Piotit et Guillaume Argaud depuis 2018 guillaume est seul propriétaire
En 2016, le parc a fêté ses 25 ans de création.

## Informations économiques
La société 07 Miniatures a été créée le 23 mai 2008.
En 2018 (au 28/02), elle a réalisé un chiffre d'affaires de 142 800 € et dégagé un bénéfice de 15 400 €.
Elle est dirigée par Guillaume Argaud.

## Liste des maquettes
- Chemin de fer du Vivarais
- Le Mastrou (Train)
- Gare de Saint-Prix
- Le mont Gerbier-de-Jonc
- La cascade du Ray-Pic
- Les gorges de l'Ardèche
- Le pont d'Arc